# Gatien de Galliczon
Gatien de Galliczon (* 27. Oktober 1658 in Angers; † 22. September 1712 in Isfahan) war ein französischer Bischof.

## Leben

### Herkunft und Familie
Gatien de Galliczon stammte aus einer Familie des Amtsadels (Noblesse de robe), die aus Großbritannien über die Bretagne ins Anjou gekommen war. Sein Großvater Gatien de Galliczon hatte als Prokurator in Diensten der Königinmutter Anna von Österreich gestanden; sein Vater, ebenfalls Gatien de Galliczon mit Namen, hatte als junger Mann die kirchliche Laufbahn eingeschlagen und war 1646 Kommendatarabt der Zisterzienserabtei Coetmalon in der Bretagne gewesen, bevor er den Dienst der Kirche verlassen hatte und in den Staatsdienst gewechselt war. Er wurde schließlich Präsident des Präsidialgerichts in Château-Gontier und Staatsrat. Aus seiner Ehe mit Madeleine de Loyer, Tochter des bekannten und gelehrten Pierre Le Loyer, Rat am Präsidialgericht in Angers, gingen drei Kinder hervor. Der Sohn Gatien wurde am 27. Oktober 1658 in Angers geboren und am folgenden Tag in der Pfarrei Saint Évroult getauft.

### Ausbildung
Seine höhere Schulbildung erhielt er am Kolleg der Oratorianer seiner Heimatstadt, wurde 1670 tonsuriert und studierte weltliches und kirchliches Recht an der Universität Angers. Am 22. Juni 1678 dort zum Doktor der Rechte promoviert, ging er auf Veranlassung seines Onkels Le Loyer, Kanoniker an St. Martin in Tours, nach Paris und absolvierte ein Theologiestudium an der Sorbonne. Am 24. Juli 1680 erhielt er in Paris die vier niederen Weihen, wurde 1684 Subdiakon, im September 1685 Diakon und im Dezember 1685 zum Priester geweiht. Am 2. April 1688 wurde er von der Sorbonne zum Doktor der Theologie promoviert.

### Kanoniker in Tours
Sein Onkel Le Loyer, der ihn in seiner Nähe haben wollte, beschaffte ihm ein Kanonikat an der Kirche St-Martin de Tours, das er am 1. Februar 1687 in Besitz nahm, außerdem, um ihn zur Residenz in Tours zu verpflichten, die Stelle des Präzentors, die Galliczon am 13. Mai 1688 antrat. Dort begann er mit einer Erarbeitung der Geschichte der Kathedrale aus den Urkunden und trat in das Seminar der Missions Étrangères de Paris ein. Wegen schwerer Erschöpfung zur Erholung in seine Heimatstadt Angers zurückgekehrt, übernahm er dort im November 1690 die Pfarrei St-Michel-du-Tertre, legte sie aber wenige Monate später wieder nieder. Nach Tours zurückgekehrt, wurde er dort 1699 zum Offizial an St-Martin de Tours und im August 1694 zum Generalvikar bestellt, als der er in den nächsten Jahren mehrere Pastoral- und Visitationsreisen unternahm.

### Titularbischof von Agathopolis und Koadjutor von Babylon
Am 20. Juni 1707 wurde er auf dessen Wunsch hin zum Koadjutor des Bischofs Louis-Marie Pidou de Saint-Olon von Babylon (heute Erzbistum Bagdad) mit Sitz in Hamadan ernannt. Zu seinem Unterhalt wies ihm König Ludwig XIV. das Priorat La-Chapelle-aux-Choux in der Provinz Anjou mit 700 bis 800 Livres Jahreseinkommen an, von denen Galliczon jedoch 300 Livres seinem ihn begleitenden Kaplan, einem Herrn von Beauvais, als Jahresrente aussetzte. Die Weihe zum Bischof von Agathopolis in partibus infidelium erhielt er am 28. Oktober 1708, dem Gedenktag der Apostel Persiens, Simon Zelotes und Judas Thaddäus, durch Kardinalerzbischof Louis-Antoine de Noailles in der erzbischöflichen Privatkapelle in Paris. Mitkonsekratoren waren die beiden ebenfalls der Pariser Missionsgesellschaft angehörenden Bischöfe Charles Maigrot von Conana i.p.i. und Artus de Lionne von Rosalia i.p.i.
Nach der Weihe kehrte er in die Touraine und nach Anjou zurück, wo er sich fast ein Jahr lang von seinen Verwandten und Freunden verabschiedete, u. a. von seinem Bruder, Kanoniker an der Kollegiatkirche St. Martin in Angers, und seiner verheirateten Schwester. Zu den aus dieser Zeit urkundlich überlieferten priesterlichen und bischöflichen Amtshandlungen Galliczons gehören Priesterweihen und Pontifikalämter in Angers 1708 und eine Taufe in Villevêque 1709, dessen Pfarrer sein Jugendfreund und Verwandter war. Anfang 1710 schiffte er sich in Marseille ein.

### Tod in Persien
Bischof Galliczons Wirken in Persien war keine lange Dauer beschieden; er starb schon am 22. September 1712 in Isfahan. Überliefert sind Briefe an Verwandte und Bekannte aus Tiflis, Eriwan und Isfahan, in denen er über seine Erlebnisse berichtet (Abdruck bei Grandet, S. 404ff.).

## Werke
- Gratiarum actio Gatiani de Galliczon, socii Sorbonici, præcentoris et canonici insignis Eccl. S. Martini Turonensis ad S.S.M.M.N.N. Cancellarium et Theologos Parisienses, cumprimum laurea Doctorali donatus esset in aula illustris, ac Reverendiss. archiepiscopi Parisiensis die 2 aprilis 1688, Turonibus, apud Th Masson typog Urbis et collegii Regii Societatis Jesu (in-16), 1688
- De ligia residentia epistola Innocentii papæ III. aliaque monumenta (1695) avec Gatien de Galliczon (1658–1712) comme Éditeur scientifique, Condom, 1695
- Quædam epistolæ summorum pontificum Leonis VII. Alexandri III. et Innocentii III. aliaque monumenta (1694) avec Gatien de Galliczon (1658–1712) comme Éditeur scientifique